# Бакунизм
Бакунизм — одно из направлений анархизма, основанное русским анархистом Михаилом Бакуниным.
Бакунин и его сторонники считали, что на смену государственной централизации должны прийти федерализм и самоуправление, а вместо капиталистического угнетения — социализм и коллективная собственность. Особенно критиковалось государство. Бакунин считал, что «там, где начинается государство, кончается индивидуальная свобода и наоборот». По характеру отношения к государству он различал германские народы (более склонны к государственности, централизму, бюрократизму), с одной стороны, и романские и славянские народы (более склонны к свободе и самоуправлению) — с другой. Сторонники бакунизма призывали к социальной революции, которая уничтожит государственные учреждения. Хотя революцию должны готовить тайные общества революционеров, по своей форме она должна быть «стихийным бунтом» «чернорабочих людей» (пролетариата) в Европе и крестьян в России. Бакунизм был распространён во Франции, особенно во времена Парижской коммуны 1871, Италии, Испании, России и других странах. По оценке Г. Плеханова, бакунизм был русской разновидностью бланкизма, только отличался идеализацией русского крестьянства. Сторонники бакунизма создали отдельное крыло в I Интернационале и оппонировали там сторонникам К. Маркса.